# 小格盧姆昌卡
50°55′55″N 27°34′41″E / 50.93194°N 27.57806°E
小格盧姆昌卡（烏克蘭語：Малоглумчанка），是烏克蘭北部的村莊，隸屬日托米爾州的茲維亞赫爾區。該村面積0.57平方公里，海拔高度198米，2001年人口139，人口密度每平方公里244.29人。